# Eric Nessler
Eric Nessler var en fransk flygplanskonstruktör, provflygare och segelflygare.
Nesser började rita flygplan som 10-åring, det första flygplanet byggde han när han var 17 år. Han fick flygutbildning i det militära och civilmilitärt flygcertifikat 1917. Han bildade tillsammans med Charles Fauvel, Massenet och Auger flygkonstruktionsföretaget AVIA.
Under mellankrigstiden arbetade han med konstruktionsarbete och provflygning. Han startade Vichyregimens segelflygskola i Montagne Noire 1940.
Han genomförde en 38 timmar 21 minuter lång världsrekordsegelflygning 1942, senare under året blev även segelflygning förbjudet av den tyska ockupationsmakten. Hans AV 26 hänger nu i Musée de l'Air et de l'Espace i Le Bourget.
Han tilldelades Lilienthalmedaljen 1969.